# German Beach Tour
Die German Beach Tour ist die ranghöchste und seit 2006 einzige nationale Turnierserie des Deutschen Volleyball-Verbandes (DVV) im Beachvolleyball. In früheren Jahren trug die Turnierserie wegen Sponsoren verschiedene Namen. Die deutsche Meisterschaft wird seit 1993 in Timmendorfer Strand ausgetragen.

## Ablauf und Modus
Die jährlich von etwa Mai bis August ausgetragene Turnierserie besteht normalerweise aus acht Turnieren. Die Turniere werden in Städten oder an den Stränden von Nordsee und Ostsee veranstaltet. Jedes Turnier beginnt mit der Qualifikation am Donnerstag, bevor von Freitag bis Sonntag die Spiele der Hauptrunde ausgetragen werden. Manche Städte tragen zwei Turniere in aufeinanderfolgenden Wochen aus.
Der Modus ist für Frauen und Männer gleich. Jeweils sechs Teams sind für das Hauptfeld gesetzt. Die Teilnahme ist für deutsche wie für ausländische Teams gleichermaßen möglich. Letztere können ebenso wie Nachwuchsteams eine Wildcard erhalten. In der Qualifikation am Donnerstag spielen jeweils sechs Duos im einfachen K.-o.-System um zwei weitere Plätze im Hauptfeld. Die Hauptrunde wird ab Freitag beginnend mit dem Achtelfinale im Doppel-K.-o.-System gespielt. Am Sonntag finden jeweils die Halbfinals und Endspielen statt. Die Siegerehrung erfolgt direkt nach dem jeweiligen Finale.

## Übersicht der Turniere

### Turniere bis 2017
| München            | München            | Bonn               | Bonn               | Dresden            | Norderney          | Essen              | Frankfurt          | Münster            | Münster            | Norderney          | Münster            | Münster            | Münster            | Münster            |
| Leipzig            | Hamburg            | Norderney          | Leipzig            | Erfurt             | Leipzig            | Norderney          | Norderney          | Hamburg            | Norderney          | Hamburg            | Hamburg            | Hamburg            | Hamburg            | Nürnberg           |
| Hamburg            | Norderney          | Erfurt             | Essen              | Essen              | Essen              | Dresden            | Hamburg            | Norderney          | Frankfurt          | Münster            | Binz               | Jena               | Dresden            | Dresden            |
| Tegernsee          | Leipzig            | Hamburg            | Dresden            | Kühlungsborn       | Fehmarn            | München            | Münster            | Heidelberg         | Hamburg            | Mannheim           | Köln               | Dresden            | Jena               | Kühlungsborn       |
| Norderney          | Hannover           | München            | Binz               | Sankt Peter-Ording | Binz               | Usedom             | Fehmarn            | Leipzig            | Heidelberg         | Köln               | Sankt Peter-Ording | Binz               | Duisburg           | Duisburg           |
| Essen              | Dresden            | Essen              | Sankt Peter-Ording | Fehmarn            | Sankt Peter-Ording | Sankt Peter-Ording | Bonn               | Sankt Peter-Ording | Leipzig            | Binz               | Dresden            | Sankt Peter-Ording | Binz               | Binz               |
| Berlin             | Zinnowitz          | Leipzig            | Fehmarn            | München            | München            | Fehmarn            | Leipzig            | Köln               | Sankt Peter-Ording | Sankt Peter-Ording | Kühlungsborn       | Nürnberg           | Sankt Peter-Ording | Sankt Peter-Ording |
| Mannheim           | Burg               | Bremen             | Köln               | Norderney          | Bonn               | Bonn               | Sankt Peter-Ording | Essen              | Bonn               | Kühlungsborn       | Nürnberg           | Kühlungsborn       | Kühlungsborn       | Hamburg            |
| Warnemünde         | Binz               | Dresden            | München            | Bonn               |                    |                    |                    |                    |                    |                    |                    |                    |                    |                    |
| Dresden            | Sankt Peter-Ording | Binz               |                    |                    |                    |                    |                    |                    |                    |                    |                    |                    |                    |                    |
| Binz               | Konstanz           | Sankt Peter-Ording |                    |                    |                    |                    |                    |                    |                    |                    |                    |                    |                    |                    |
| Zinnowitz          | Kühlungsborn       | Köln               |                    |                    |                    |                    |                    |                    |                    |                    |                    |                    |                    |                    |
| Dortmund           | Essen              | Konstanz           |                    |                    |                    |                    |                    |                    |                    |                    |                    |                    |                    |                    |
| Kühlungsborn       | Wangerooge         | Wyk                |                    |                    |                    |                    |                    |                    |                    |                    |                    |                    |                    |                    |
| Konstanz           | Wyk                | Wangerooge         |                    |                    |                    |                    |                    |                    |                    |                    |                    |                    |                    |                    |
| Sankt Peter-Ording | Frankfurt          | Frankfurt          |                    |                    |                    |                    |                    |                    |                    |                    |                    |                    |                    |                    |
| Frankfurt          | Bonn               | Burg               |                    |                    |                    |                    |                    |                    |                    |                    |                    |                    |                    |                    |
| Wangerooge         |                    |                    |                    |                    |                    |                    |                    |                    |                    |                    |                    |                    |                    |                    |
| Burg               |                    |                    |                    |                    |                    |                    |                    |                    |                    |                    |                    |                    |                    |                    |
| Bonn               |                    |                    |                    |                    |                    |                    |                    |                    |                    |                    |                    |                    |                    |                    |
| Masters – Supercup |                    |                    |                    |                    |                    |                    |                    |                    |                    |                    |                    |                    |                    |                    |

### Turniere seit 2018
| 2018               | 2019               | 2020           | 2021                | 2022       | 2023       | 2024         | 2025       |
| ------------------ | ------------------ | -------------- | ------------------- | ---------- | ---------- | ------------ | ---------- |
| Münster            | Münster            | Düsseldorf (F) | Düsseldorf          | Düsseldorf | Bremen     | Düsseldorf   | Düsseldorf |
| Dresden            | Düsseldorf         | Düsseldorf (M) | Düsseldorf          | Düsseldorf | Bremen     | Düsseldorf   | Düsseldorf |
| Düsseldorf         | Nürnberg           | Düsseldorf (F) | Stuttgart           | München    | Hamburg    | Bremen       | Hamburg    |
| Nürnberg           | Dresden            | Düsseldorf (M) | Stuttgart           | Hamburg    | Düsseldorf | Heidelberg   | Bremen     |
| Kühlungsborn       | Sankt Peter-Ording | Hamburg (F)    | Königs Wusterhausen | Bremen     | Düsseldorf | München      | München    |
| Sankt Peter-Ording | Fehmarn            | Hamburg (M)    | Berlin              | Münster    | München    | München      | München    |
| Leipzig            | Zinnowitz          |                | Hamburg             |            | München    | Kühlungsborn | Berlin     |
| Zinnowitz          | Kühlungsborn       |                |                     |            | Berlin     | Kühlungsborn | Berlin     |

## Medien und Organisation
Alle Spiele werden im kostenlosen Livestream von Spontent auf der Plattform Twitch übertragen. Außer der ersten Qualifikationsrunde werden die Spiele kommentiert und die Chat-Funktion ermöglicht eine direkte Interaktion mit den Zuschauern. Seit 2024 laufen die Partien der Hauptrunde zusätzlich beim Streamingdienst Dyn. Außerdem gibt es einen unkommentierten Livestream bei YouTube.
Das Turniergelände ist für die Zuschauer während des gesamten Turniers kostenlos zugänglich. Für die Spiele am Samstag und Sonntag können sich die Besucher Tickets kaufen und sich damit einen festen Sitzplatz auf der Tribüne reservieren.

## Geschichte
Die erste nationale Turnierserie im deutschen Beachvolleyball fand 1992 statt, vier Jahre vor der olympischen Premiere der Sportart. Die erste deutsche Meisterschaft wurde im selben Jahr in Damp ausgetragen.
1993 übernahm Frank Mackerodt mit seiner Agentur MNP die Organisation und richtete eine Masters-Serie ein. Timmendorfer Strand wurde zum Austragungsort der deutschen Meisterschaft und blieb es bis heute. Jörg Ahmann und Axel Hager gewannen dort den Titel. Mit ihrer Bronzemedaille bei den Olympischen Spielen 2000 sorgten sie später für ein verstärktes Interesse in Deutschland. Seit 2004 ist die Spielstätte in Timmendorfer Strand nach ihnen als Ahmann-Hager-Arena benannt. Die deutsche Tour entwickelte sich zur zweitgrößten nationalen Turnierserie hinter der US-amerikanischen AVP-Tour. In den Jahren rund um die Jahrtausendwende wurden auch die größten Preisgelder gezahlt. Nach den anfänglichen 25.000 € im Jahr 1992 stiegen die Zahlen und zwischen 1996 und 2005 wurden jeweils Preisgelder zwischen 300.000 und 400.000 € gezahlt.
2003 musste Mackerodt jedoch Insolvenz anmelden und die Tour wurde mit Renault als neuem Hauptsponsor neu gestaltet. Die Tour 2003 bestand aus acht Masters und zwölf Cup-Turnieren. In den folgenden beiden Jahren wurde die Anzahl der Masters auf fünf Turniere reduziert.
Drei Jahre später begann die Zeit der Smart Beach Tour. Die Masters wurden abgeschafft und stattdessen wurden von 2008 bis 2017 einige der Turniere als Supercups ausgetragen. Insgesamt gab es pro Jahr acht Turniere, zuerst in der Verteilung drei Supercup- und fünf Cup-Turniere und ab 2011 jeweils vier Turniere von beiden Kategorien. Die Preisgelder betrugen in dieser Zeit zwischen 140.000 und 250.000 € und zusätzlich gab es für die Turniersieger ab 2013 noch zwei Autos des Hauptsponsors. Nach einem Rechtsstreit um die TV- und Marketingrechte trennten sich im Dezember 2012 die Wege des DVV und der Münchner Agentur Sportsandevents, die über zehn Jahre die deutsche Beachvolleyball-Tour organisiert hatte. Ab 2013 war Sky Deutschland Medienpartner und Vermarkter der Tour und Mackerodt kehrte als Organisator zurück. Der Sender übertrug die Endspiele der Supercups sowie Halbfinale und Finale der deutschen Meisterschaft. Die Partnerschaft mit Sky endete mit der Tour 2017.
2018 wurde die Tour wieder neu organisiert und nach dem Hauptsponsor in Techniker Beach Tour umbenannt. Der Spielmodus wurde vom Doppel-KO-System auf eine Gruppenphase umgestellt. Liveübertragungen gab es nun in Livestreams und teilweise beim TV-Sender ProSieben Maxx. Wegen der COVID-19-Pandemie in Deutschland fiel die geplante Tour 2020 aus. Als Ersatz fand die Comdirect Beach Tour 2020 statt, eine verkürzte Turnierserie zur Qualifikation und Vorbereitung für die deutsche Meisterschaft. Als Medienpartner dabei waren Sport1, Sportdeutschland.TV sowie das Team von Trops4 (heute Spontent), das parallel auch einige Turnierformate wie die German Beach Trophy organisierte. 2021 fand die Tour nach einigen Planänderungen mit sieben Turnieren statt, wobei in Hamburg im System King of the Court gespielt wurde.
2022 sollte es sechs Turniere in den drei Städten Düsseldorf, Hamburg und Münster geben. Durch die Insolvenz der DVV-Tochterfirma Deutsche Volleyball Sport GmbH (DVS) wurde die Serie als German Beach Tour neu aufgestellt. Seitdem ist Spontent mit seiner Tochterfirma NBO Event GmbH Ausrichter und Medienpartner der Tour. Sportlich wurde das Teilnehmerfeld reduziert und das Doppel-KO-System wieder eingeführt. Außerdem gibt es seit 2022 eine zweite Turnierserie, die in den ersten beiden Jahren unter dem Namen Rock the Beach stattfand und Beachvolleyball mit Musikfestivals verbinden soll.